# Lac Abbe
Pour les articles homonymes, voir Abbe et Abbé.
Le lac Abbe, Abbé ou Abhe Bad est un lac salé endoréique d'Afrique de l'Est situé sur la frontière entre Djibouti et l'Éthiopie, à l'extrémité occidentale de la vallée de l'Awash et l'extrémité occidentale du grand bassin du Gobaad.

## Toponymie
Le nom du lieu, en afar, Abbe Bada signifie « lac pourri », « lac malodorant », en référence aux émanations de sulfure d'hydrogène (odeur d'œuf pourri) qui s'échappent du sommet ou de la base des cheminées naturelles.

## Géographie et géologie
Le lac Abbe se situe dans la dépression de l'Afar, à cheval sur la frontière entre l'Éthiopie à l'ouest et Djibouti à l'est. Il reçoit les eaux de la rivière Awash mais étant endoréique, il ne possède aucun émissaire et son niveau se maintient par évaporation de ses eaux salées qui forment alors des concrétions de sels. Il est connecté à cinq autres lacs qui sont le lac Afambo, le lac Bario, le lac Gargori, le lac Gummare et le lac Laitali. D'origine tectonique et inscrit dans un graben encadré au Nord par le horst des monts Dakka et au Sud par le horst des monts Ayrorré, le lac Abbe est relativement peu profond avec une profondeur moyenne de 8,6 mètres.
Des cheminées ruiniformes d'où s'échappent parfois des fumerolles aux senteurs de soufre surgissent du fond du lac, gorgé de sources chaudes riches en calcium. As Bahalto, la grande cheminée, a une hauteur approximative de 60 m et un diamètre de 90 m. L'origine de ces cheminées hydrothermales est liée à la présence de fractures parallèles au graben mais qui sont masquées actuellement par des dépôts lacustres beaucoup plus étendus que le lac actuel, témoignant d'une régression lacustre importante. L'ancien lac, formé il y a 6 000 ans lors d'un épisode de rifting (le jeu des failles normales entraînant l'effondrement de la région), était entouré de volcans. Son plancher, 100 m plus bas que le lac actuel, était parcouru de fractures à travers lesquelles montaient des sources chaudes à forte concentration de calcium puis se mélangeaient à l'eau froide du lac, formant en quelques millier d'années une importante précipitation de travertin au niveau des orifices de sortie de ces fractures. Ces cheminées présentent souvent une structure stromatolithique. Le lac se situe d'ailleurs à proximité d'un volcan aujourd'hui endormi, le Dama Ali au nord-ouest.
Des carottes sédimentaires ont été prélevées au printemps 2023, afin de mieux comprendre le passé climatique de la région.

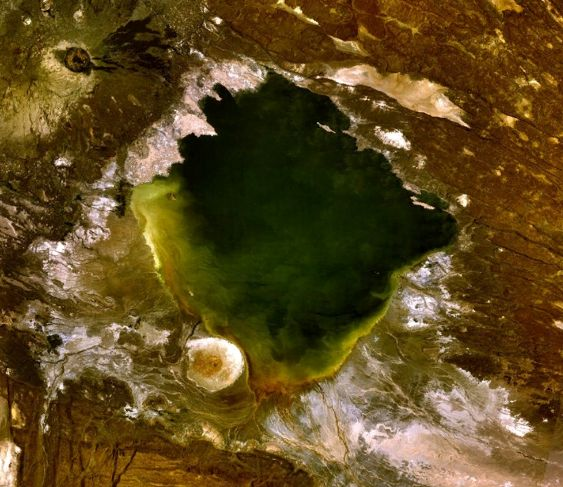
Image satellite du lac Abbe.
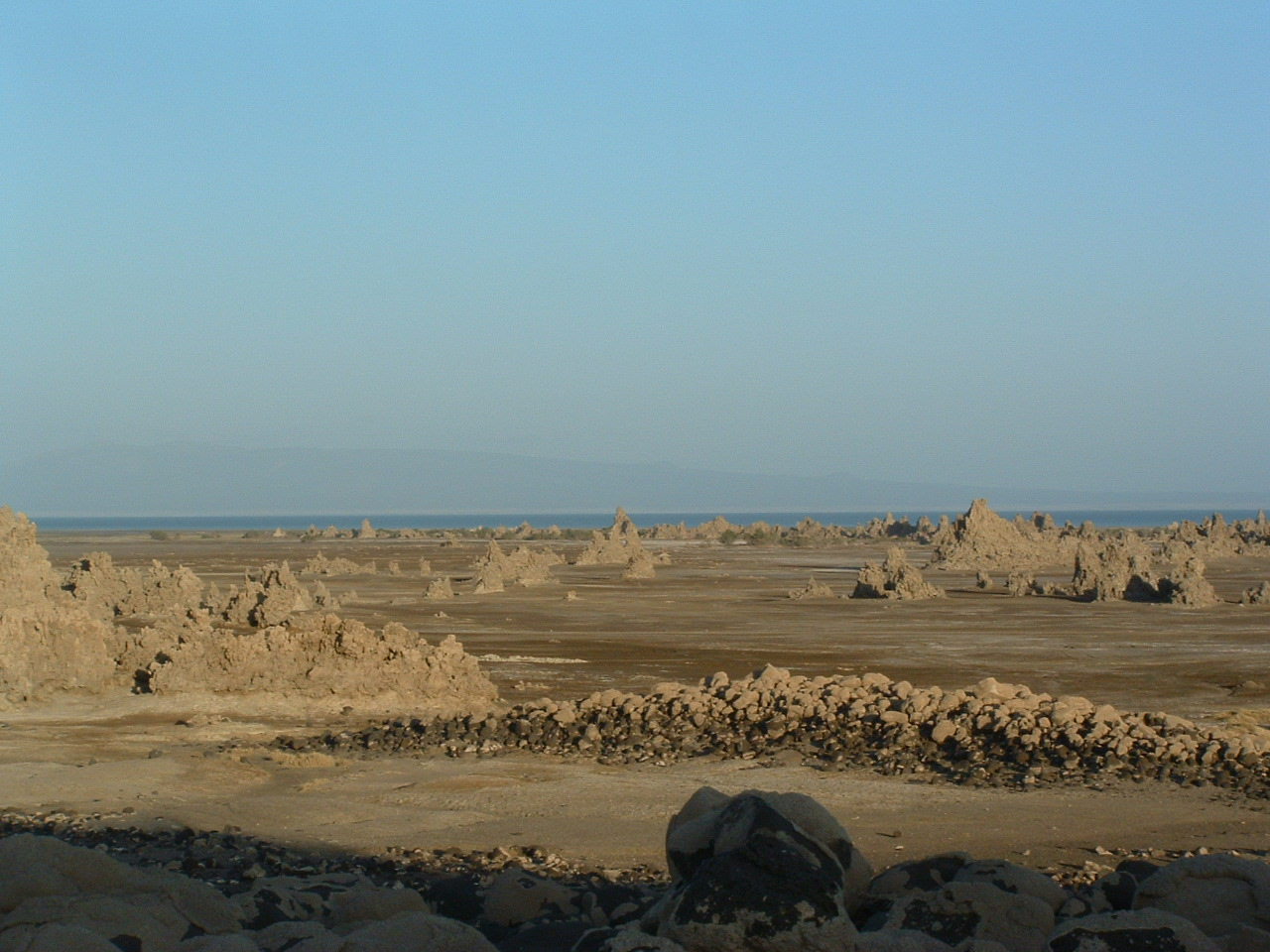
Partie asséchée du lac Abbe en 2005.
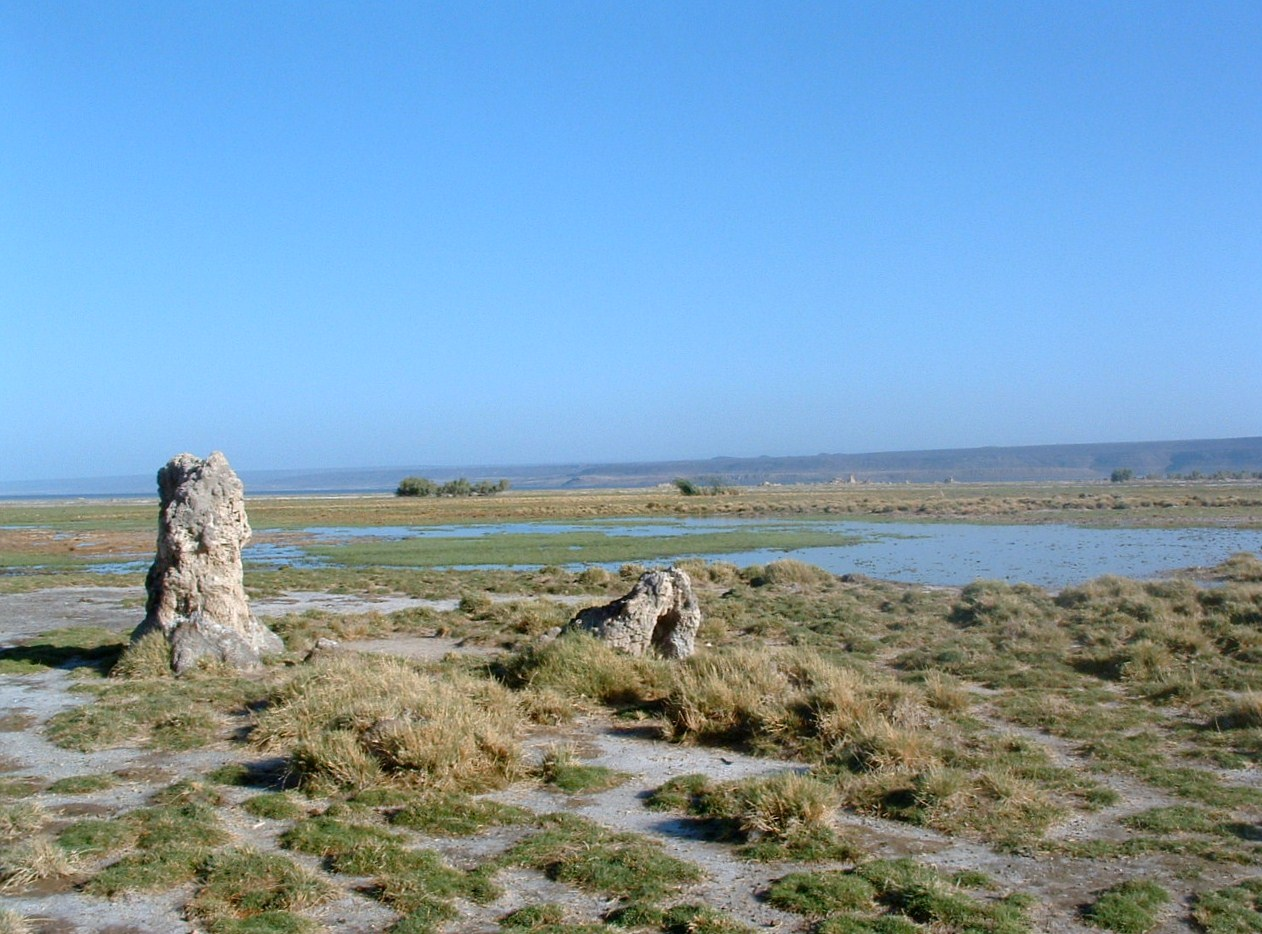
Partie marécageuse du lac Abbe en 2005.
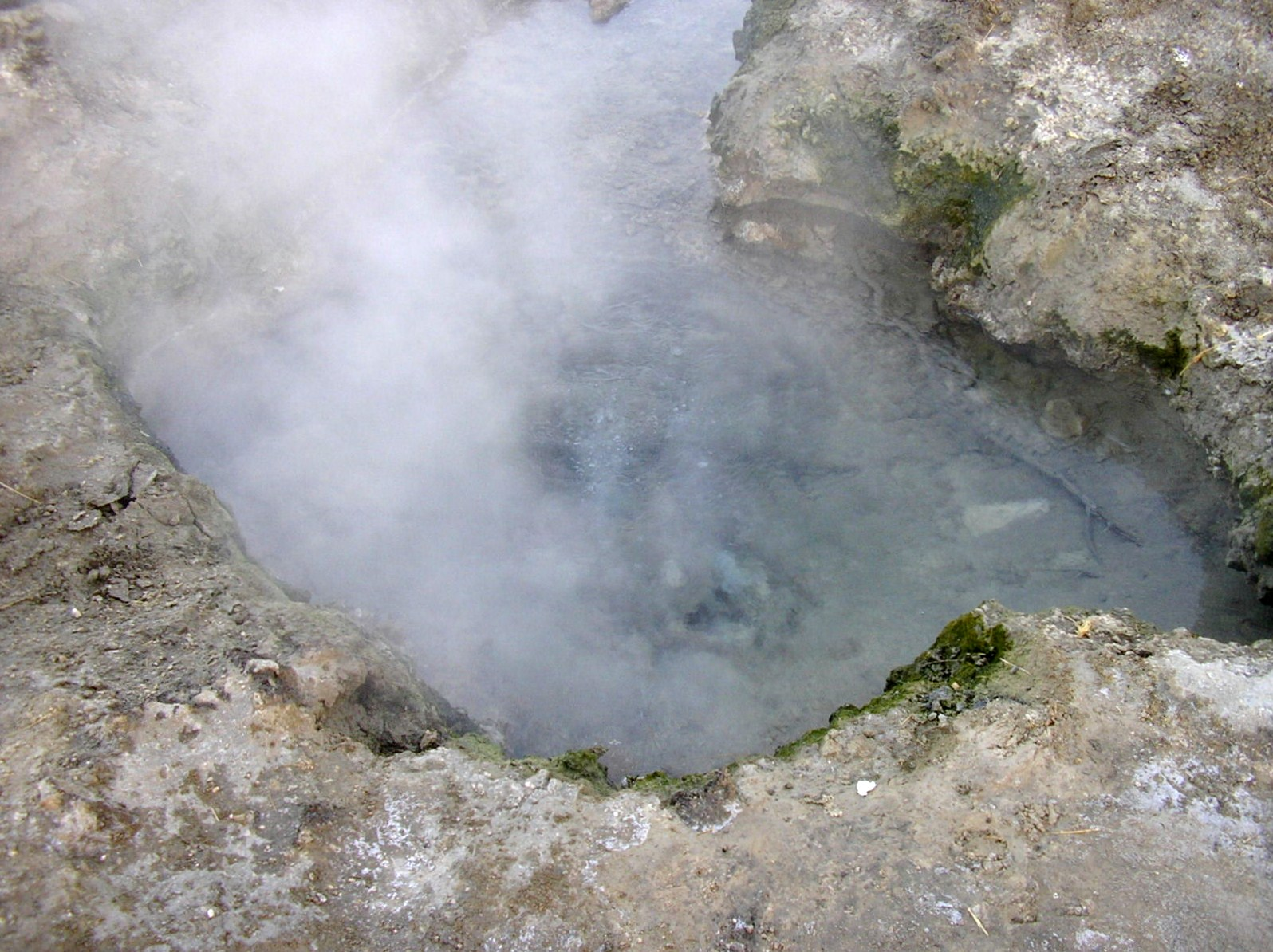
Fumerolle du lac Abbe en 2005.
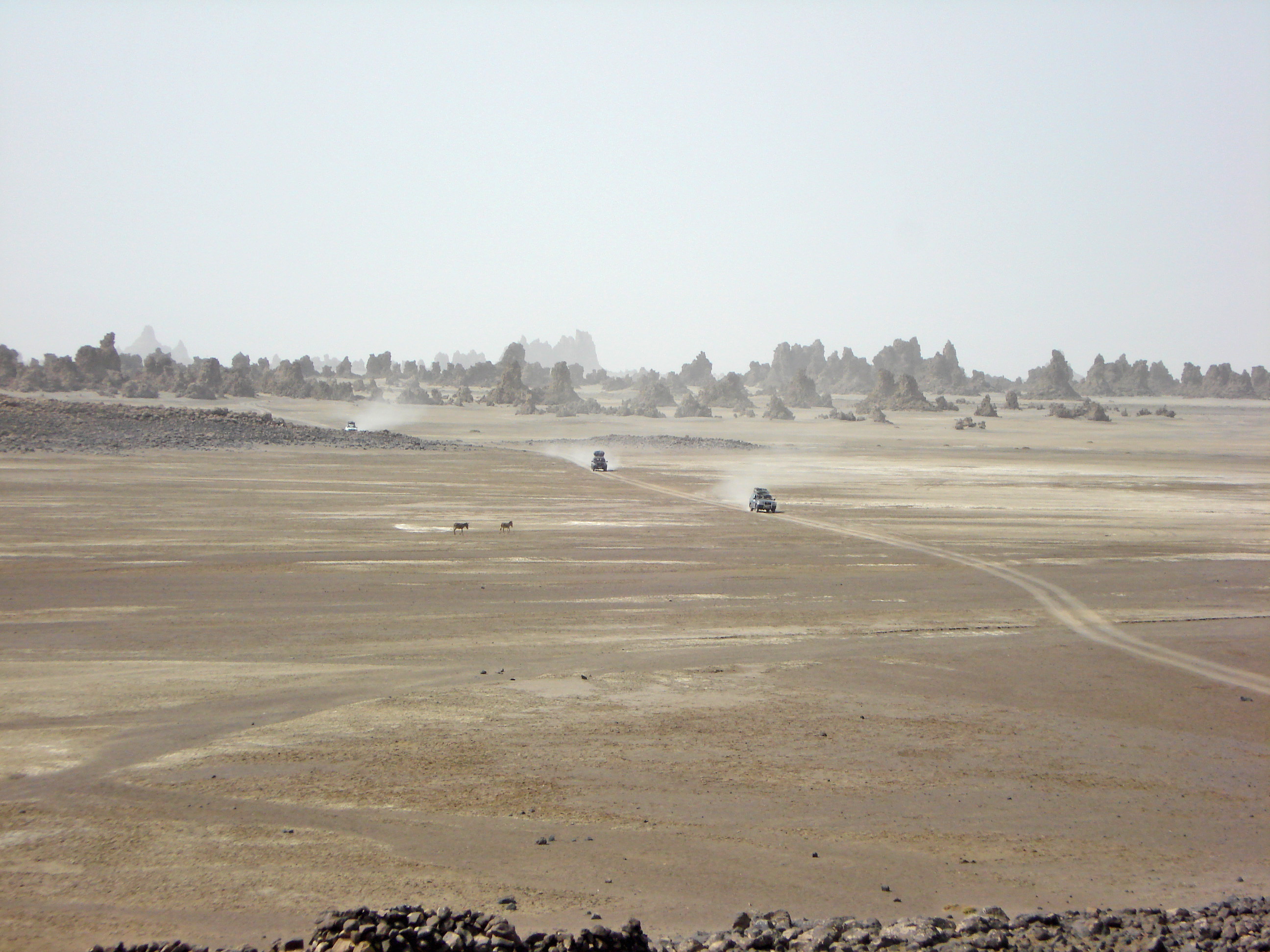
Cheminées fumerolliennes, alignées le long des fractures.

## Démographie

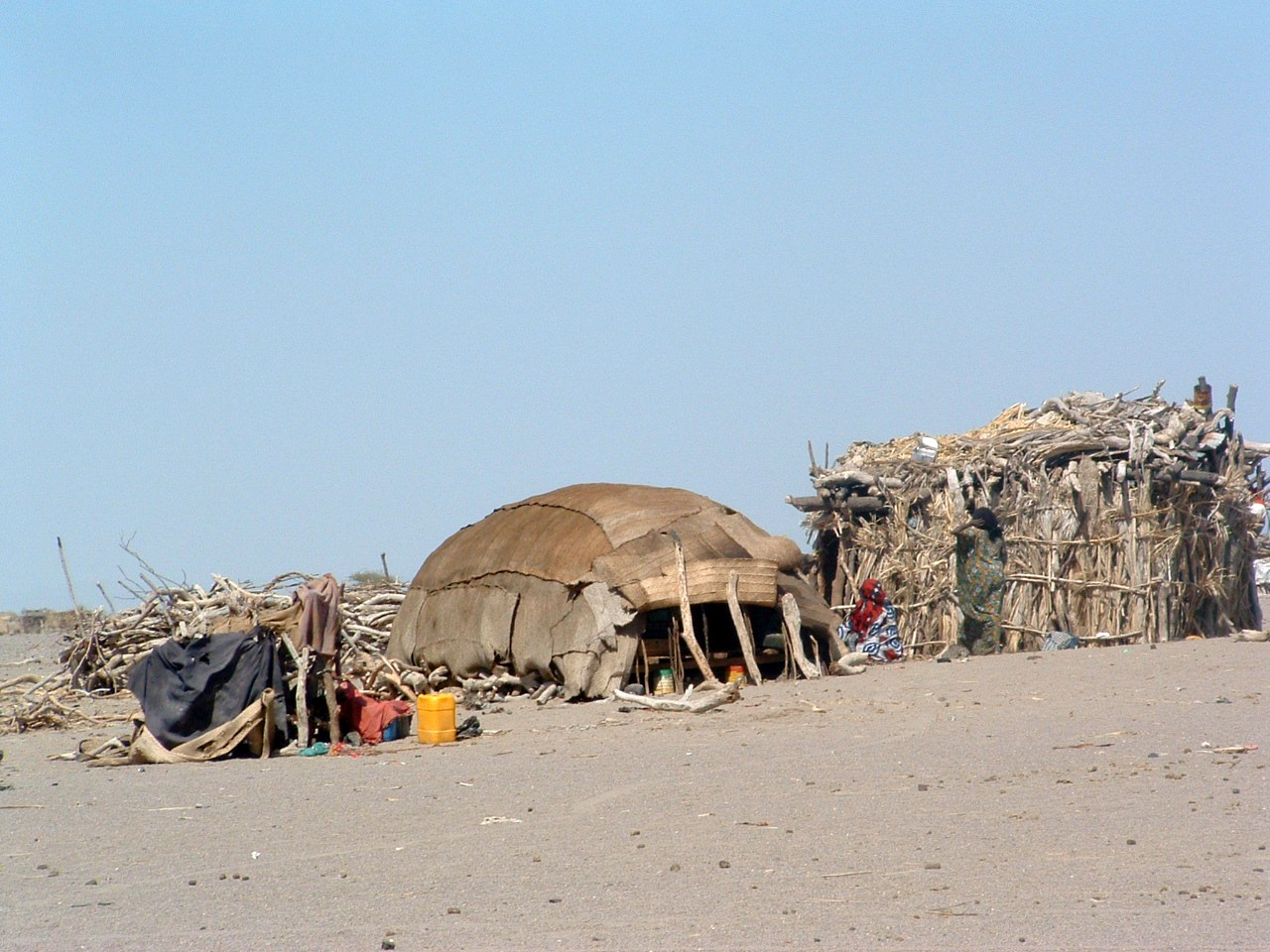
Habitations afars non loin du lac Abbe en 2005.

Des Afars vivent aux abords du lac Abbe.

## Faune
La faune sauvage du lac Abbe se compose quasi essentiellement de gazelles dorcas et d'importantes colonies de flamants roses.

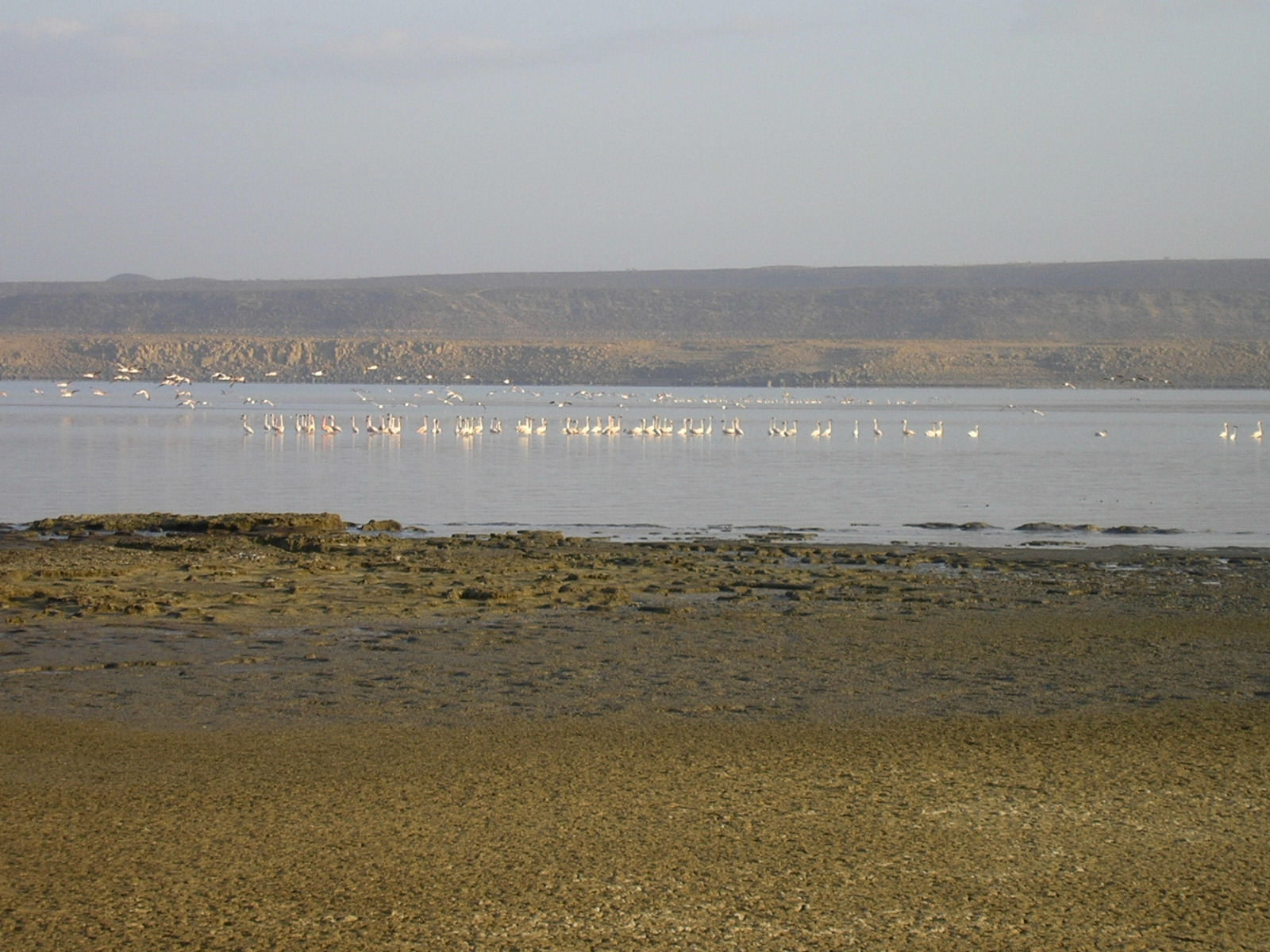
Flamants roses au lac Abbe en 2005.
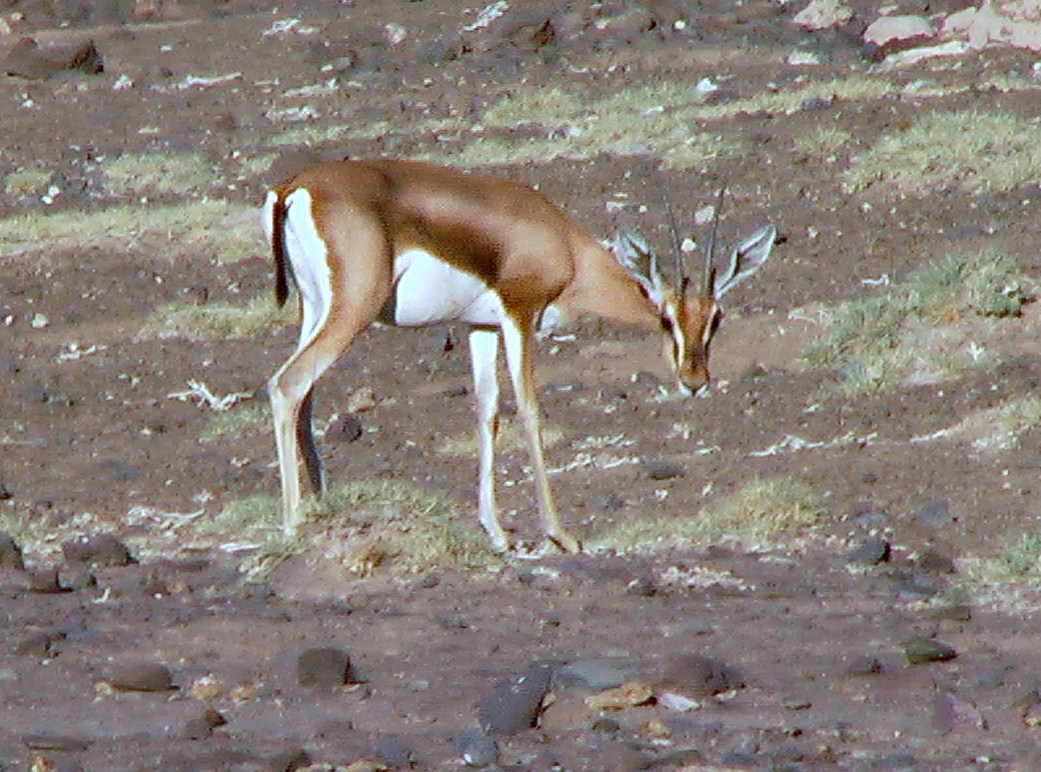
Gazelle dorcas au lac Abbe en 2005.

La faune domestique se compose, quant à elle, des dromadaires caravaniers, des ânes, des moutons, et des chèvres élevés par les Afars installés aux abords du lac.

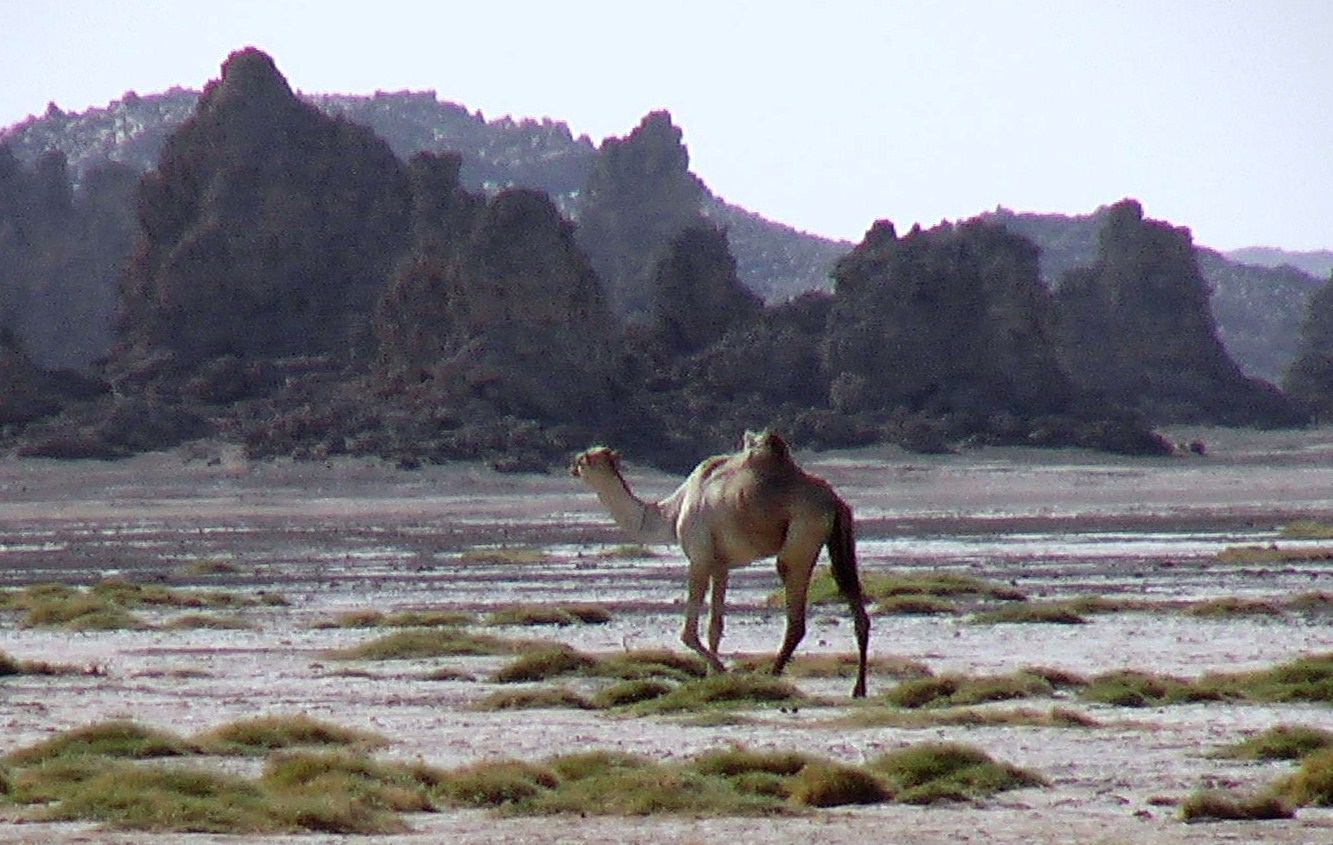
Dromadaire au lac Abbe en 2005.
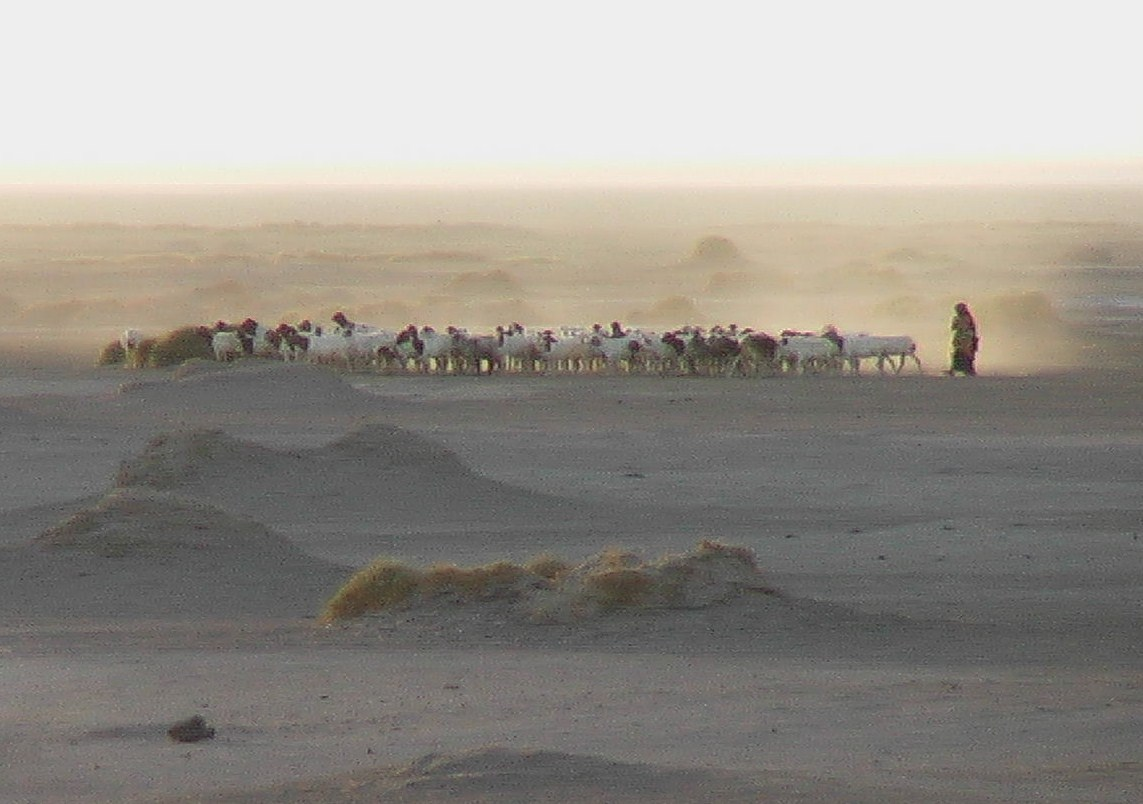
Troupeau et son berger au lac Abbe en 2005.